# Du går mig på nerverna … – analysera ännu mera!
Du går mig på nerverna … – analysera ännu mera! (engelska: Analyze That) är en amerikansk långfilm från 2002 i regi av Harold Ramis, med Robert De Niro, Billy Crystal, Lisa Kudrow och Joe Viterelli i rollerna. Filmen är uppföljare till Analysera mera.

## Rollista
| Robert De Niro     | – Paul Vitti     |
| Billy Crystal      | – Ben Sobel      |
| Lisa Kudrow        | – Laura Sobel    |
| Joe Viterelli      | – Jelly          |
| Cathy Moriarty     | – Patti LoPresti |
| Joey Diaz          | – Ducks          |
| Jerome Le Page     | – Convict        |
| Joseph Bono        | – Wiseguy        |
| Brian Rogalski     | – Earl           |
| Thomas Rosales Jr. | – Coyote         |